# Louis-Charles Damais
Pour les articles homonymes, voir Damais.
 (novembre 2023).
La mise en forme du texte ne suit pas les recommandations de Wikipédia : il faut le « wikifier ».
Les points d'amélioration suivants sont les cas les plus fréquents. Le détail des points à revoir est peut-être précisé sur la page de discussion.
- Les titres sont pré-formatés par le logiciel. Ils ne sont ni en capitales, ni en gras.
- Le texte ne doit pas être écrit en capitales (les noms de famille non plus), ni en gras, ni en italique, ni en « petit »…
- Le gras n'est utilisé que pour surligner le titre de l'article dans l'introduction, une seule fois.
- L'italique est rarement utilisé : mots en langue étrangère, titres d'œuvres, noms de bateaux, etc.
- Les citations ne sont pas en italique mais en corps de texte normal. Elles sont entourées par des guillemets français : « et ».
- Les listes à puces sont à éviter, des paragraphes rédigés étant largement préférés. Les tableaux sont à réserver à la présentation de données structurées (résultats, etc.).
- Les appels de note de bas de page (petits chiffres en exposant, introduits par l'outil «  Source ») sont à placer entre la fin de phrase et le point final[comme ça].
- Les liens internes (vers d'autres articles de Wikipédia) sont à choisir avec parcimonie. Créez des liens vers des articles approfondissant le sujet. Les termes génériques sans rapport avec le sujet sont à éviter, ainsi que les répétitions de liens vers un même terme.
- Les liens externes sont à placer uniquement dans une section « Liens externes », à la fin de l'article. Ces liens sont à choisir avec parcimonie suivant les règles définies. Si un lien sert de source à l'article, son insertion dans le texte est à faire par les notes de bas de page.
- La présentation des références doit suivre les conventions bibliographiques. Il est recommandé d'utiliser les modèles {{Ouvrage}}, {{Chapitre}}, {{Article}}, {{Lien web}} et/ou {{Bibliographie}}. Le mode d'édition visuel peut mettre en forme automatiquement les références.
- Insérer une infobox (cadre d'informations à droite) n'est pas obligatoire pour parachever la mise en page.

Pour une aide détaillée, merci de consulter Aide:Wikification.
Si vous pensez que ces points ont été résolus, vous pouvez retirer ce bandeau et améliorer la mise en forme d'un autre article.
Louis-Charles Damais (Paris, 26 mars 1911 - Jakarta, 23 mai 1966) est un éminent érudit, épigraphiste et spécialiste de littérature et des arts d’Indonésie. Chercheur à l’École française d'Extrême-Orient, il a fondé le centre de l’EFEO de Jakarta en 1952.

## Jeunesse et éducation
Louis-Charles Damais est né dans une famille relativement modeste domiciliée à Paris, 5 rue Vincent, dans le 16ème arrondissement. Il est le fils cadet d'une famille de deux garçons. Sa mère, Jeanne Reviron, tient une boutique d'instruments de musique et de partitions quai Louis Blériot. Son père, Henry Damais, est boucher dans une boutique voisine. Louis-Charles a de réels dons pour la musique et son frère aîné, Émile Damais deviendra compositeur et professeur à l'École normale de musique de Paris. Le très jeune Louis-Charles dévore toutes sortes d'ouvrages. Son aisance pour apprendre les langues (il a une oreille absolue) lui ouvre les portes de l'École nationale des langues orientales (INALCO) à 18 ans, après un examen qui remplace son baccalauréat incomplet pour des raisons financières. Il fait son service militaire en Syrie, où il est envoyé pour un travail d’abornement de l’État de Sandjak d’Alexandrette.
Il étudie à l’École nationale des langues orientales vivantes. Il accumule très vite des diplômes dans cette institution prestigieuse : arabe littéral et dialectal, persan, turc, chinois, sanscrit, malais, javanais ancien. Par ailleurs, en autodidacte, il apprend le russe, le néerlandais, mais aussi le hongrois, le latin, le grec, l’anglais, l'italien, etc. ainsi que l'histoire des religions à la Sorbonne. Il devient l’élève d’Antoine Cabaton, philologue français expert en malais et javanais. En mai 1935, il publie sous le pseudonyme de Jean Dinet son premier livre: Yunüs Emre, ou Quelques “Ilâhis” traduit du turc.
L’un de ses professeurs, Paul Boyer (professeur de russe à l'École des langues orientales vivantes) envoie Louis-Charles Damais à Leyde pour qu’il continue ses études linguistiques. Il y restera pendant deux années durant lesquelles il rencontre les plus grands spécialistes de l’archipel indonésien de l’époque. Par ailleurs, il noue des amitiés solides avec les étudiants indonésiens dont certains font partie des premiers nationalistes (en particulier Priyono son meilleur ami).
À son retour à Paris, Louis-Charles Damais obtient une bourse de la Fondation de Montfort avec l’aide du ministère de l'Education nationale qui le charge d’une mission scientifique aux Indes néerlandaises pour étudier la langue, la littérature et la civilisation javanaise et malaise.

## Louis-Charles Damais aux Indes Néerlandaises
Il arrive à Batavia, (actuelle Jakarta) en avril 1937, à l'âge de 26 ans. Il doit se rendre à Solo au cœur de Java centre. Il va y apprendre la langue javanaise mais aussi la danse et la musique du gamelan. Sa bourse s’amenuisant pour cause de déflation du franc, Louis-Charles Damais se voit contraint d’accepter de travailler au consulat de France de Batavia. Il y reste jusqu’à 1939 avant d’être mobilisé au même poste au début de la Seconde Guerre mondiale. Il quitte ce poste au moment du gouvernement de Vichy et grâce à ses extraordinaires capacités linguistiques et son amitié avec l’historien et archéologue W. F. Stutterheim (id) (27 September 1892-10 September 1942) il est engagé au Service archéologique (Oudheidkundige Dienst) en tant qu’épigraphiste (source p. 56).
Louis-Charles Damais fait la rencontre de Gertrudes Johannes Resink (11 octobre 1911 Yogyakarta - 4 septembre 1997 Jakarta), poète indonésien qui devient son ami. G.J. Resink faisait partie d’un cercle d'intellectuels javanais des années 1930. C’est dans ce cercle d’intellectuels que Louis-Charles Damais rencontre sa femme, Raden Roro Soejatoen plus connue sous le nom de Ibu Toen. Raden Roro Soejatoen Abdul Arief Peospokoesoemo (1912-2005) est bibliothécaire à la Société royale des arts et des sciences (Koninklijk Bataviaasch Genootschap van Kunsten en Wetenschappen). Le mariage de Louis-Charles Damais a lieu  le 18 juin 1942 à Batavia (Java), au consulat de France. Ils auront trois enfants : Soedarmadjie (1942-2021), Thamara et Asmoro Dewi Damais. Elle travaillera plus tard dans les années 50 comme secrétaire du consulat de France avant d’être secrétaire de l’Ambassadeur Claude Cheysson dans les années 1970.
Louis-Charles Damais reste libre à Java pendant la Seconde Guerre mondiale sous l’occupation japonaise. Les Japonais n'internent pas les Français occupés par les Allemands. Pour soutenir sa famille, il vit de cours de langue et de musique.
Il rentre en France en 1947. Après la guerre, l’EFEO l’envoie à Hanoï au Vietnam.
Louis-Charles Damais fait la connaissance de Claire Holt, compagne de l’historien archéologue W. F. Stutterheim dans les années 1930. Cette journaliste, anthropologue et historienne de l'art spécialisée dans les arts d'Indonésie a étudié et pratiqué les danses de palais javanais et elle a contribué, par ses cours-performances, à les faire connaître et apprécier.
Peu après l’indépendance de l’Indonésie, Louis-Charles Damais engage avec Claire Holt une longue correspondance dans laquelle il décrit avec précision toute la période trouble à Jakarta entre 1945 et 1948.

## Vietnam et Jakarta
De 1948 à 1952 Louis-Charles Damais enseigne la civilisation indonésienne dans une école de lettres à Saigon au Vietnam. En septembre 1950, il intègre finalement l’École française d’Extrême-Orient et occupe les fonctions de secrétaire général de l’École à Hanoï pendant un an. Il vit avec sa famille au Vietnam jusqu’en 1952, à un moment où les tensions en Indochine se font de plus en plus pesantes.
En 1952, à l’occasion de congés d’été en Indonésie, Louis-Charles Damais propose à l’École française d’Extrême-Orient de rester en Indonésie et c’est cette même année qu’il crée son Centre d’études à Jakarta. À partir de cette période, sa situation va peu à peu s’améliorer à mesure que les importantes publications qui sont le fruit de ses recherches se multiplient et que sa réputation de savant grandit en Indonésie comme en France : articles pour des revues, nombreux comptes rendus pour le BEFEO, longues suites d’études javanaises, balinaises, etc., traductions en français des lettres de Raden Adjeng Kartini, puis de poèmes indonésiens contemporains, cours à l’École pratique des hautes études, mais aussi conférences à l’Alliance française de Jakarta.
Au sein de l’EFEO, il met en place une très importante bibliothèque, regroupe et transmet son savoir à de nombreux jeunes chercheurs, contribuant à la réouverture du Service archéologique indonésien (Dinas Purbakala), qui prend le relais de l’organisation de l’époque néerlandaise. Louis-Charles Damais participe également à partir de 1954 aux réunions chargées de fixer l’usage des néologismes de l’indonésien, langue officielle de la jeune République. Il voyage aussi beaucoup en Asie, visite le Japon, le Sud de l’Inde, etc.
Un an avant de disparaître soudainement le 23 mai 1966 à l’âge de 55 ans, Louis-Charles Damais est hospitalisé plusieurs semaines en France et sa prodigieuse mémoire en est affectée, mais il ne veut pas changer son rythme de travail. Quel que soit son emploi du temps et, comme auparavant, sa porte reste ouverte à tous les visiteurs sérieusement intéressés par l’Indonésie.
La santé de Louis-Charles Damais se dégrade et il décède quelques mois après le coup d’État du 30 septembre 1965 et la prise du pouvoir par le général Soeharto.

## Le lycée international français de Jakarta
Le lycée international français de Jakarta a été nommé lycée Louis-Charles Damais  en 2008. Le vendredi 20 septembre 2019, ce même lycée célébrait les dix ans de sa dénomination “Louis-Charles Damais” en présence de la famille Damais et de Jean-Pascal Elbaz, son principal biographe. Le 15 septembre 2021, Adjie Damais, fils aîné de Louis Charles Damais, est décédé;  le lycée lui a rendu hommage en présence d’Asmoro Damais sa sœur, de ses nièces, l’artiste Renjani Arifin et Griselda Amalia Leamona Arifin, de son neveu architecte Luwi Bonar Arifin, de la représentante du Centre EFEO de Jakarta, Hélène Njoto-Feillard, et de l’Ambassadeur de France en Indonésie, M.Olivier Chambard.
Le CDI du lycée porte désormais le nom de Louis-Charles Damais, modèle de grand humanisme pour les élèves : l’inauguration du CDI et la pose d’une plaque commémorative ont eu lieu le 10 décembre 2021.